# Maria Aasen-Svensrud
Maria-Karine Aasen-Svensrud (* 22. Februar 1980 in Horten) ist eine norwegische Politikerin der sozialdemokratischen Partei Arbeiderpartiet (Ap). Seit 2017 ist sie Abgeordnete im Storting.

## Leben
Aasen-Svensrud machte von 1998 bis 2000 eine Ausbildung zur Kindergärtnerin in ihrer Heimatgemeinde Horten. Danach besuchte sie eine weiterführende Schule und im Jahr 2001 begann sie ein Studium der Soziologie an der Hochschule Vestfold. In den Jahren von 2002 bis 2004 studierte sie Kinderpädagogik an der Universität Stavanger, von 2004 bis 2005 leitete sie die Studierendenorganisation der Universität. Beim studentischen Landesverband Studentenes Landsforbund fungierte sie zwischen 2005 und 2006 als stellvertretende Vorsitzende, bevor sie Chefin der Jugendorganisation Ungdom mot narkotika (deutsch: Jugend gegen Drogen) wurde. Dort war sie bis 2007 tätig.
Nachdem Aasen-Svensrud von 2008 bis 2009 als Vorschullehrerin gearbeitet hatte, kehrte sie wieder an die Hochschule Vestfold zurück. Dort erhielt sie im Jahr 2013 einen fächerübergreifenden Masterabschluss in Gesellschaftswissenschaften. Anschließend begann sie ihre Tätigkeit als Lehrerin an weiterführenden Schule in Horten und Tønsberg. Bei der Kommunalwahl im Jahr 2011 wurde sie Mitglied im Kommunalparlament von Horten, wo sie auch nach der Wahl im Jahr 2015 erneut ein Mandat erhielt.
Bei der Parlamentswahl 2013 kandidierte sie im Wahlkreis Vestfold für einen Sitz im norwegischen Nationalparlament Storting, sie verpasste allerdings den Einzug. Im September 2017 erhielt Aasen-Svensrud bei der Stortingswahl ein Mandat für den Wahlkreis. Sie wurde daraufhin Mitglied im Justizausschuss. Im Anschluss an die Wahl 2021 übernahm sie den Posten der stellvertretenden Vorsitzenden des Justizausschusses und sie wurde Mitglied im Ap-Fraktionsvorstand. Im Oktober 2023 schied sie aus dem Fraktionsvorstand aus und wurde einfaches Mitglied im Justizausschuss. Im April 2024 ging Aasen-Svensrud in den Finanzausschuss über.

## Positionen
Im April 2019 trat Aasen-Svensrud für eine stärkere Bestrafung von Hetze in sozialen Medien ein.  Sie erklärte, dass die norwegische Polizei zu wenige Reaktionsmöglichkeiten habe und es ein zu langwieriger Prozess sei, Internethetze anzuzeigen.